# Théo & Hugo
Théo & Hugo (internationaler Titel und Festivaltitel Paris 05:59) ist ein französisches Filmdrama von Olivier Ducastel und Jacques Martineau aus dem Jahr 2016. Der Film feierte seine Premiere bei der 66. Berlinale am 15. Februar 2016 und gewann dort den Teddy-Publikumspreis. Der deutsche Kinostart war am 20. Oktober 2016. Die Geschichte über den Beginn einer romantischen Männerbeziehung wurde an Pariser Originalschauplätzen gedreht, spielt in Echtzeit und stellt bereits die achte Regiearbeit des schwulen Regie-Duos dar.

## Handlung
Paris, früh am Morgen: Im tiefroten Licht eines Sexclubs begegnen sich die Körper von Théo und Hugo. Ein erster Blick, und sie begehren nur noch einander. Nach dem Sex verlassen sie zusammen den Club, laufen einfach los, reden über die Schönheit von Penissen, über den Rausch der Sinne und die große Liebe.

## Kritik
„Oliver Ducastel und Jacques Martineau eröffnen ihren neuen Film mit einer der vermutlich längsten Sexszenen der Filmgeschichte. Doch auch danach versucht das Regie-Duo mit seiner impulsiven Liebesgeschichte über zwei Fremde neue Wege zu beschreiten.“

„Dass Théo & Hugo in Echtzeit gefilmt ist, [...] verleiht dieser Reise durch die Nacht besondere Intensität und macht sie zu so einem besonderen, intensiven Liebesfilm.“

„Die beiden Schauspieler Geoffrey Couët und François Nambot leisten hier wirklich Großartiges, so flüssig und charmant und doch gleichzeitig berührend ernsthaft ist ihr Spiel. Oft haben die Szenen eine Wirkung wie Improvisationen, so stark spürt man ihre Freiheit, so locker entstehen auch die besten Witze aus Situationen, wie sie nur das Leben schreibt.“

## Auszeichnungen
Datenquelle: salzgeber.de
- Internationale Filmfestspiele Berlin 2016
  - Teddy Award – Publikumspreis

- FilmOut San Diego
  - Bester Film
  - Geoffrey Couët & François Nambot, Beste Darsteller

- Guadalajara International Film Festival
  - Bester Film

- Festival du Film de Cabourg
  - Geoffrey Couët & François Nambot, Prix Premiers Rendez-vous

- Wicked Queer Boston
  - Publikumspreis

- In&Out Nizza
  - Publikumspreis